# Nain (disque-monde)
Pour les articles homonymes, voir Nain.
Les nains sont, dans la série de romans du Disque-monde de Terry Pratchett, des personnages relativement similaires aux nains de la Terre du Milieu de J. R. R. Tolkien, conçus à l'origine comme un hommage à ces derniers, mais qui présentent des points communs avec les nains d'autres romans de fantasy.
Ils sont courants dans les romans humoristiques du Disque-monde, petits, barbus et souvent affublés d'une hache, ils aiment l'or, la bière, et les rats (dans tous les plats). Ils vivent dans leurs royaumes sous la montagne, ou parfois à Ankh-Morpork. Modo est le jardinier de l'Université de l'Invisible, Casanabo, le deuxième plus grand séducteur du disque-monde, Bourrico et Hilare Petitcul, des agents du Guet Municipal d'Ankh-Morpork. Carotte Fondeurenfersson se revendique comme un nain (d'adoption) même s'il reste techniquement un humain.